# 連隊の娘

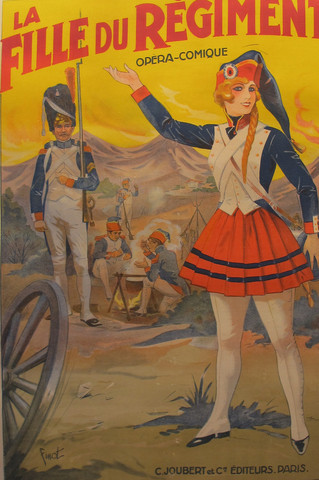
1910年上演時のポスター

『連隊の娘』（れんたいのむすめ、フランス語: La fille du régiment、イタリア語: La figlia del reggimento）は、ガエターノ・ドニゼッティが作曲した全2幕からなるフランス語によるオペラ・コミックである。
劇中の「さようなら」（Convien partir）が有名。舞台は、ナポレオン戦争当時のヨーロッパ・アルプスのチロル地方である。ヒロインのマリーは、幼い頃に両親（実は貴族）と生き別れ、フランス軍の連隊に育てられた娘である。

## 概要

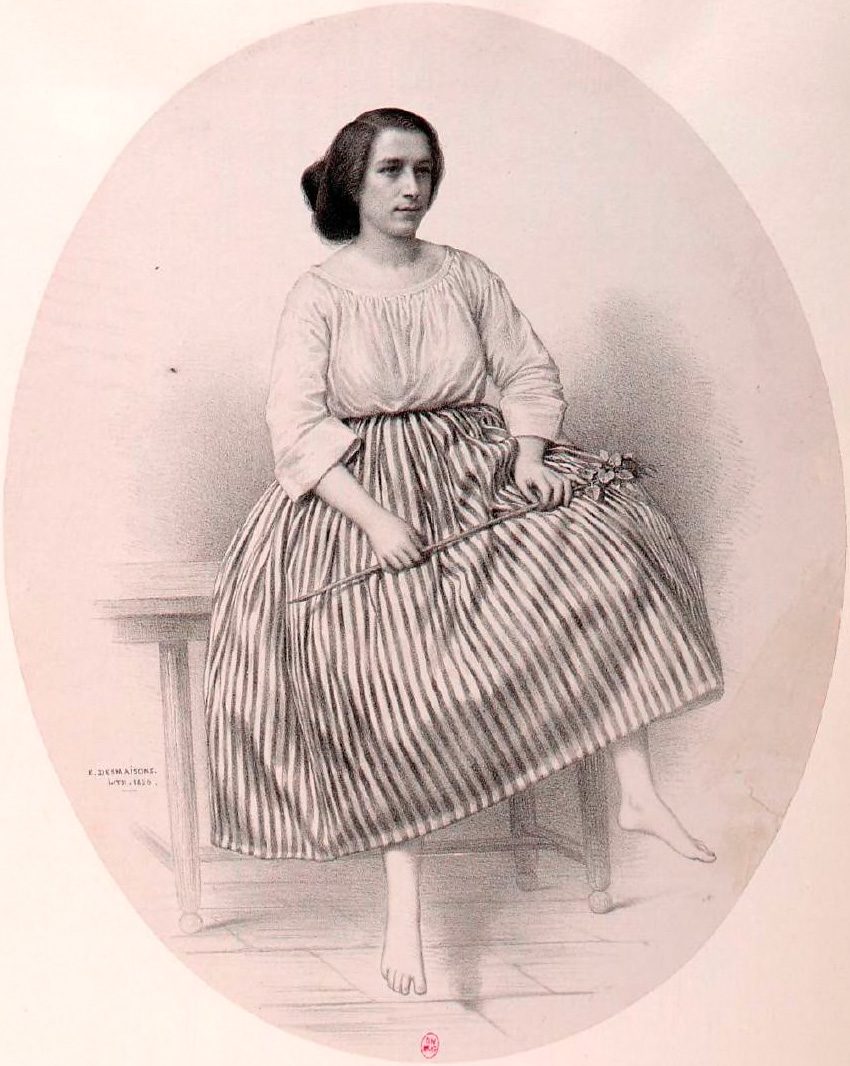
マリー役を演じたジュリエット・ボルゲーゼ

ドニゼッティは当初、このオペラをナポリで上演することを前提にフランス語からイタリア語へ訳詞を試みたが、その途中でオペラ『ポリウト』が政治的理由によって当局の検閲に触れてしまい、これを快く思わなかったため、忌避する形で1839年にナポリを去ってパリへと赴いた。パリに到着してからは、原詞であるフランス語で上演することとした。
本作は1840年にパリで作曲されたが、作曲当時オペラ＝コミック座のための作品を劇場の経営陣から依頼されたため、わずか4時間で完成されたと伝えられる。初演は同年2月11日にオペラ＝コミック座で行われた。この時観劇に来ていたベルリオーズは「全てがドニゼッティ氏の歌劇場となってしまった」と皮肉を込めて語っている。この背景には、パリ・オペラ座ではドニゼッティの『殉教者』が1840年4月10日に初演され、『ラ・ファヴォリート』も同年12月2日に初演され、ルネサンス座では『ランメルモールのルチア』のフランス語版（Lucie de Lammermoor）が1839年8月6日に初演されていた、という状況がある。
本作は「初演より大成功で、オペラ・コミック座での公演は1914年までに1,000回を超えた。イタリア語版による初演はミラノ・スカラ座で1840年10月3日に行われた。しばらくはイタリア語版が大勢を占めたが20世紀後半からはフランス語版が主流となっている」。

### 初演後
米国初演は1843年3月7日にニューオーリンズのオルレアン劇場にて、プラーチェ、ブレラらの出演にて行われた。英国初演は1847年5月27日ロンドンのハー・マジェスティーズ劇場でジェニー・リンド、ラブラーシュらの出演で行われた。
日本初演は1914年2月に東京帝国劇場で、小林愛雄の訳詞、同劇場の専属歌劇団によって行われれている。

## 音楽的特徴

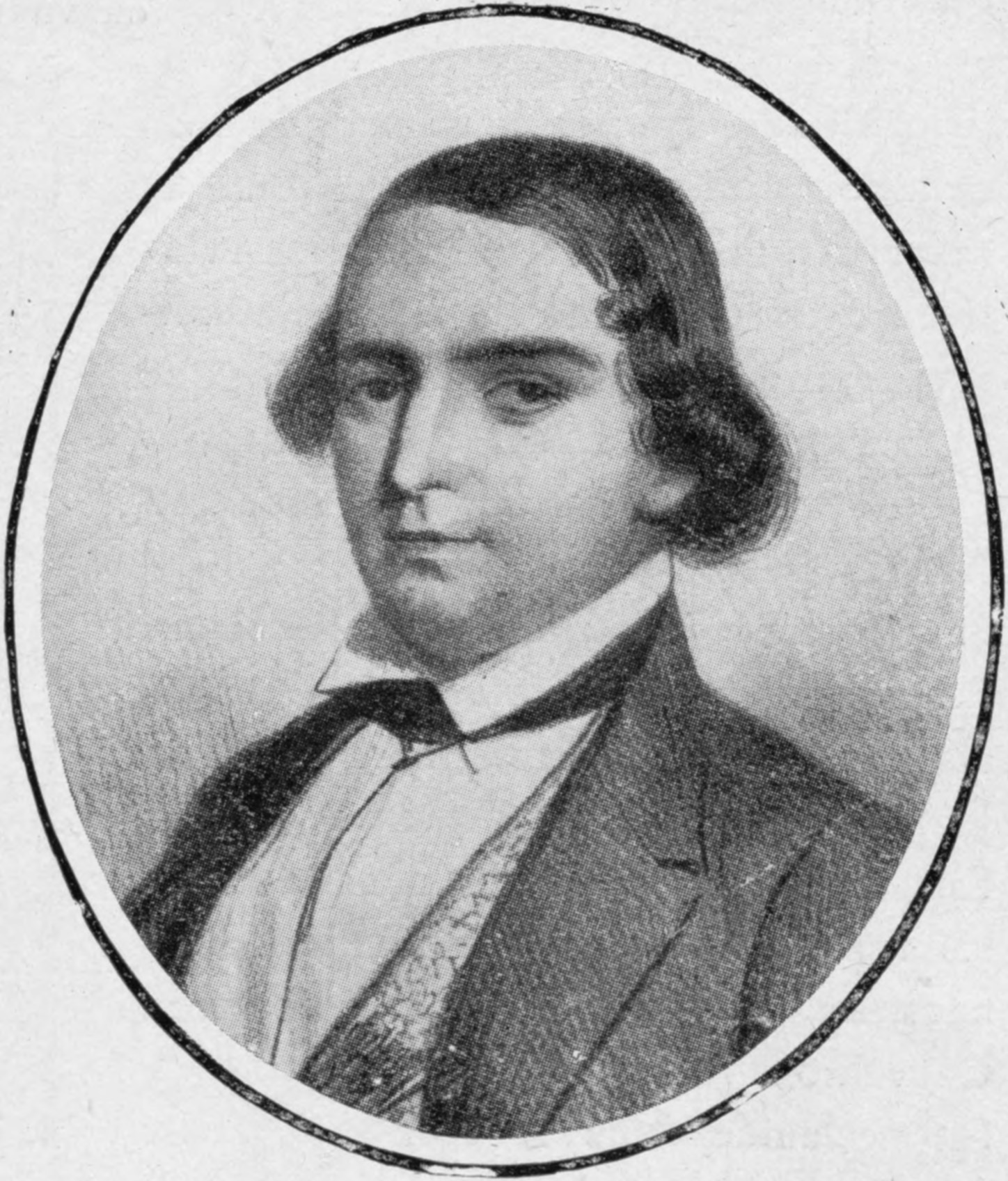
トニオ役を演じたメセーヌ・マリー・ドゥ・リール

『新グローヴ オペラ事典』によれば「本作の素晴らしさは、軍歌と時折現れる哀感、率直な感情などを巧みに組み合わせたところにある。筋は平凡かもしれないが、ドニゼッティの音楽の旋律と構造が持つ貴族的エレガンスに釣り合う、趣味の良さがあちこちに見受けられる。第1幕の最後でマリー歌うアリアはドニゼッティが心の奥深くから湧き上がる真の感情を表現することに成功した傑作のひとつである。－中略－本作のいたるところでドニゼッティの声楽書法が声に優しいものであることは明白である」。
永竹由幸は、本作は「ロッシーニの『オリー伯爵』（Le Comte Ory, 1828年）ほどフランス風に変貌していないが、ドニゼッティとしては精一杯フランス風に書いている」と評している。
なお、本作のマリー役を得意とした歌手にはジェニー・リンド、アデリーナ・パッティ、フリーダ・ヘンペル、リリー・ポンスなどがいる。
オッフェンバックは、『鼓手隊長の娘』（La Fille du Tambour-major, 1879年）という本作のパロディ作品を作曲している。

## リブレット
リブレットはジュール＝アンリ・ヴェルノワ・ド・サン＝ジョルジュとジャン＝フランソワ＝アルフレッド・バイヤール（Jean-François Bayard）によりフランス語にて作成された。後にイタリア語翻訳版はカリスト・バッシによって作成された。イタリア語版では台詞はすべてレチタティーヴォに書き換えられている。また1847年、ロンドンで英語版の公演、イタリア語版にはイタリア人にあわせた変更箇所がある。

## 登場人物
| 人物名 （フランス語） （イタリア語）            | 声域         | 原語                       | 役                | 初演時のキャスト 1840年2月11日 指揮者 ドニゼッティ    | イタリア語版初演時のキャスト 1840年10月3日 指揮者 ドニゼッティ |
| ----------------------------------------------- | ------------ | -------------------------- | ----------------- | ----------------------------------------------------- | -------------------------------------------------------------- |
| マリー                                          | ソプラノ     | Marie                      | 酒保の娘          | ジュリエット・ボルゲーゼ                              | ルイジア・アッバディア                                         |
| トニオ                                          | テノール     | Tonio                      | チロルの青年 農夫 | メセーヌ・マリー・ドゥ・リール                        | ロレンゾ・サルヴィ                                             |
| ベルケンフィールト侯爵夫人 （ベルケンフェルト） | メゾソプラノ | La marquise de Berkenfield | －                | マリー=ジュリー・アッリニェ （Marie-Julie Halligner） | テレーザ・ルッジェーリ                                         |
| シュルピス （スルピツィオ）                     | バス         | Sulpice                    | 軍曹              | フランソワ=ルイ・アンリ （ François-Louis Henry）     | ラファエーレ・スカレーゼ                                       |
| オルタンシウス （オルテンシオ）                 | バス         | Hortensius                 | 公爵夫人の執事    | エドモン=ジュール・ドロネー=リッキエ                  | ガエターノ・ロッシ                                             |
| 伍長                                            | バス         | Un caporal                 | 第21連隊の軍人    | ジョルジュ=マリー=ヴァンサン・パリアンティ            | ナポレオーネ・マルコーニ                                       |
| クラッケントルプ公爵夫人                        | 台詞         | La duchesse de Crakentorp  | －                | マルグリート・ブランシャール                          | －                                                             |
| 従者                                            | テノール     | Un paysan                  | －                | アンリ・ブランシャール                                | －                                                             |
| 公証人                                          | 台詞         | Un notaire                 | －                | レオン                                                | ジョヴァンニ・バッティスタ・ティラボスキ                       |

その他（合唱）:チロルの農民たち、フランスの兵士たち、召使たち、結婚式に招待された大勢の客人

## 演奏時間
序曲:約7分、第1幕:約1時間、第2幕約:40分

## 楽器編成

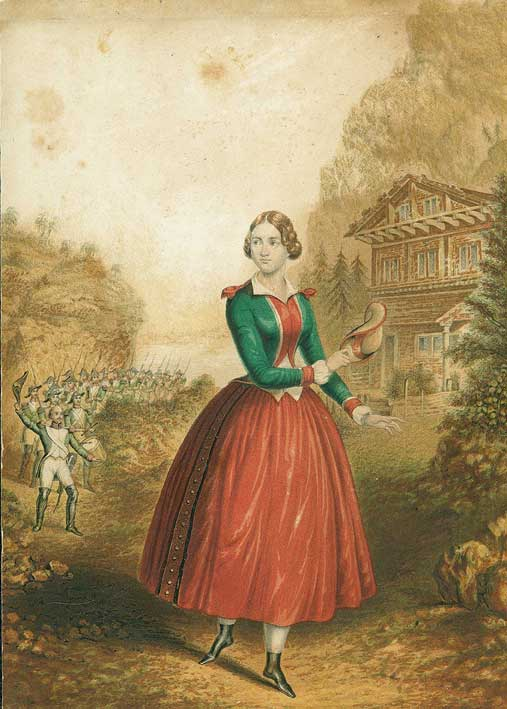
マリー役を演じるジェニー・リンド

- 管楽器: ピッコロ1、フルート2（ピッコロ1持ち替え）、オーボエ2（イングリッシュ・ホルン1持ち替え）、クラリネット2、ファゴット2
- 金管楽器:トランペット2、ホルン4、トロンボーン3
- 打楽器:ティンパニ、小太鼓、バスドラム、トライアングル
- その他:弦五部
- 打楽器: スネアドラム、バスドラム

舞台上
- ピアノ、小太鼓2

バンダ（舞台裏）
- ホルン、コルネット、軍隊楽器（詳細指定なし）

## あらすじ
時と場所：1815年頃におけるナポレオン戦争の時代、チロル地方とパリ（フランス語版による）

### 第1幕
チロル地方の村。

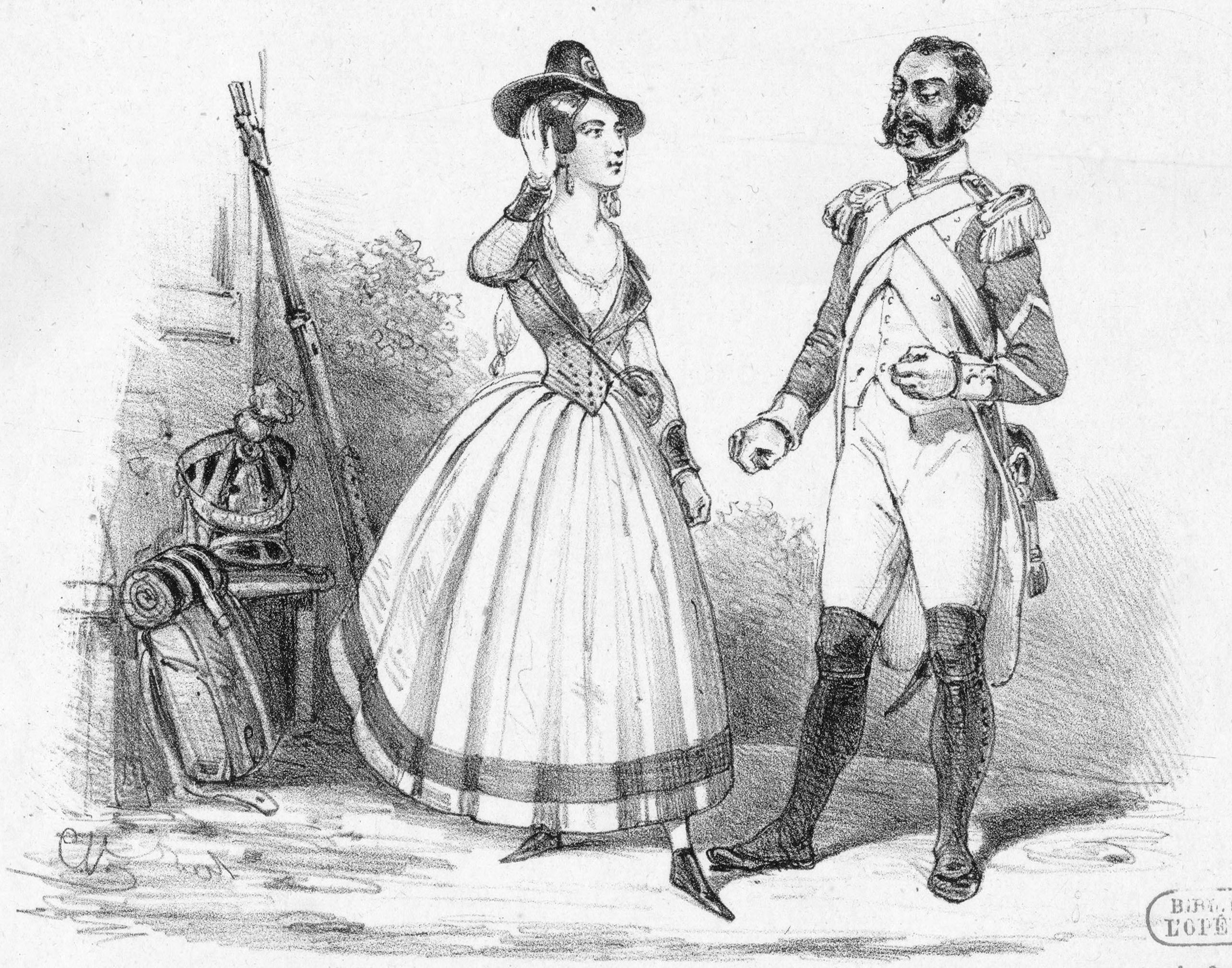
1840年のオペラ・コミック座での初演時のスケッチ

アルペンホルンが山中に鳴り渡り、勇壮な小太鼓の連打に続いて「第21連隊の歌」のメロディが聞こえる序曲で始まる。山の遠くからフランス軍の大砲の音が聞こえる。村の女性たちが跪いてマリア像に祈りを捧げている。この戦争で旅の足止めをくっていたベルケンフィールド侯爵夫人と執事のオルタンシウスが山小屋に戻って来る。公爵夫人はフランス軍は山賊同様だと聞いていると言い、〈クープレ〉「我が一族の女性にとって」（Pour une femme de mon non）と歌う（この歌はイタリア語版ではカットされている）。そこへフランス軍が退却したとの連絡が届き民衆は安堵し、浮かれた気分になる。そこにフランス軍第21連隊が軍曹シュルピスに率いられ現れる。村人たちはフランス軍を恐れて逃げ去り、ベルケンフィールド侯爵夫人も小屋に隠れる。そこに第21連隊の酒保をしている軍服姿のマリーが現れる。マリーは幼い頃戦場でシュルピス軍曹に拾われ、この連隊の中で育てられた孤児だが、兵士たちのアイドルのような存在で、皆に可愛がられて育った。二人は〈太鼓の二重唱〉「戦いの最中に私は生まれた」（Au bruit de la guerre, J’ai reçu le jour !）を歌う。最近、落ち込み勝ちなマリーに軍曹が理由を尋ねると、マリーは以前崖から落ちかけたところを救ってくれたチロルの青年が忘れられないと言う。その時一人の青年が兵士たちに陣営の周りをうろついていて挙動不審だったので、捕まって連行されてきた。彼こそマリーの命の恩人トニオであり、彼もマリーを忘れられずに彼女の姿を追っていたため、スパイではないかと疑われたのだ。マリーの説得で疑いが晴れ、トニオも入隊することになる。マリーは皆に所望されて〈連隊の歌〉「誰もが知っている、誰もが口にする」（Chacun le sait, chacun le dit）を歌う。皆が去ると、二人はお互いの心のうちを語る〈愛の二重唱〉「僕の腕の中で君が」（Depuis l’instant où, dans mes bras）を歌う。二人は一度、この場を退場する。シュルピスが戻って来て、ベルケンフィールド侯爵夫人と会話を始める。夫人はシュルピスにベルケンフィールド城まで護衛してもらえないかと持ち掛ける。シュルピスが夫人の昔愛したロベール大尉のことを知っていることに驚く。夫人はシュルピスにその昔、妹がフランス人のロベール大尉と恋に落ち、女の子を生んだが、妹は死にたった一人の侯爵家の血縁の子も死んでしまったという。
シュルピス軍曹は侯爵夫人の名前がベルケンフィールドと聞き、ロベール大尉の名前と同じなので、びっくりする。連隊で育てたマリーこそが、死んだ夫人の妹とフランス軍人との間に生まれた娘であったことが判明する。ベルケンフィールド侯爵夫人はマリーを、貴族に相応しい教育をするために引き取るという。事実が知らされたマリーは皆との別れの辛さにマリーが拒むと、トニオが連隊の兵士と共に戻って来る。兵士たちはトニオが連隊に入ったことを告げると、トニオは「これでマリーと一緒にいられる」との喜びを表し、〈カヴァティーヌ〉「ああ！友よ、何とめでたい日々だろう」（Ah ! mes amis, quel jour de fête !）を歌う。シュルピスが皆に「マリーは侯爵家のお姫様であることが分かったから、ここを去らなければならない」と言うと兵士たちは落胆する。マリーは軍曹に説得されて、侯爵夫人とともにパリに行くことを決意する〈ロマンス〉「私は行かなければならない」（Il faut partir !）を歌い、皆とトニオに別れを告げる。トニオは「必ず君を迎えに行く」と約束をする。

### 第2幕
数カ月後のパリのベルケンフィールド伯爵夫人の館の客間

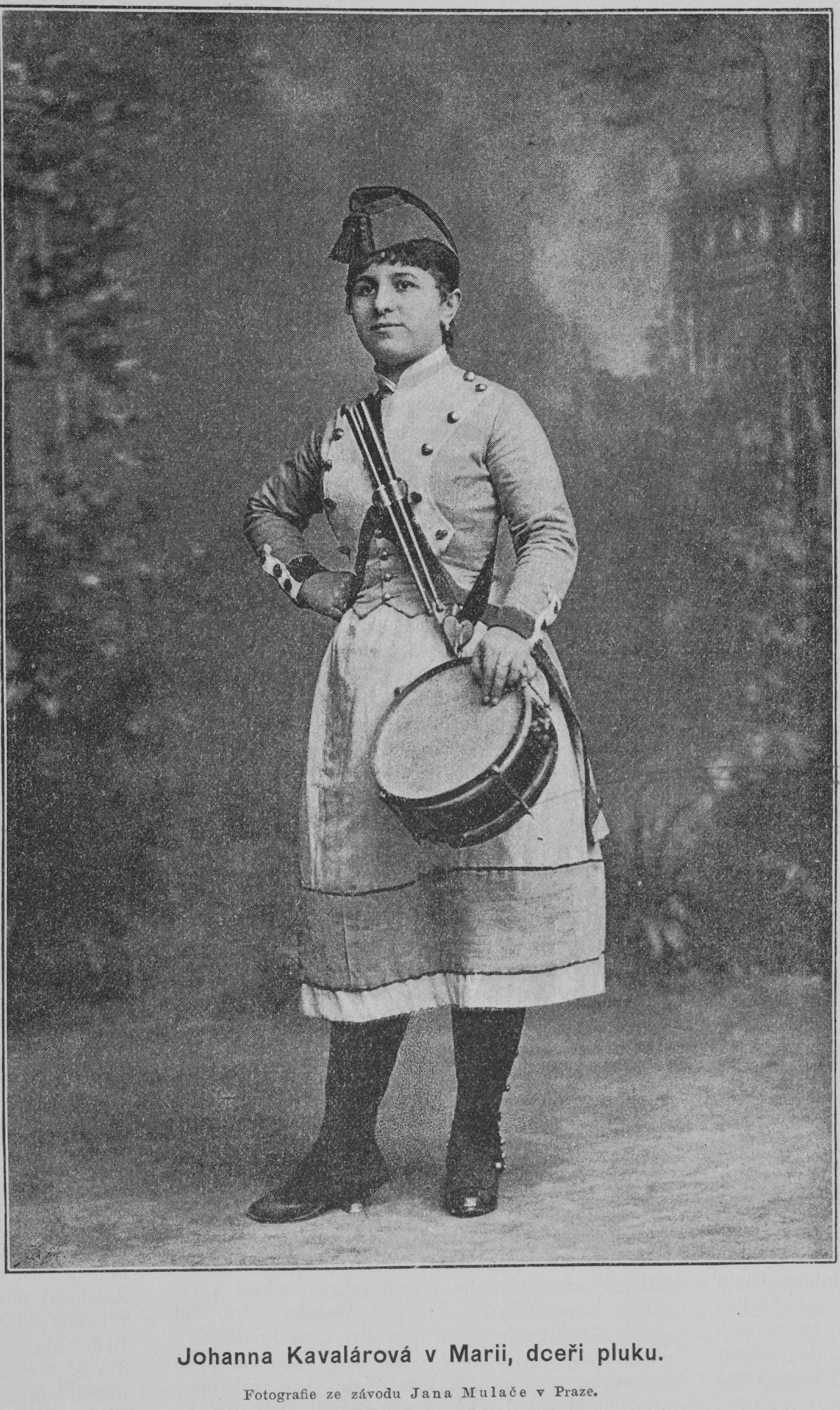
マリー役を演じるハナ・カヴァラロヴァ

シュルピス軍曹も、3カ月ほど前に怪我をし、この家に世話になったが、人柄とマリーの信頼をかわれて、この家の執事として雇われている。ベルケンフィールド侯爵夫人はバイエルンの名家であるクラッケントルプ公爵家の甥と結婚させることに決めた。マリーはこの結婚を渋々受け入れたものの、乗り気ではない。ベルケンフィールド侯爵夫人の邸宅では、マリーが礼儀作法、バレーと稽古にいやいやながら取り組んでいるが、慣れない上流階級のしきたりにうんざりしているのだった。マリーが客間に入ってくると、公爵夫人のピアノ伴奏で歌のレッスンがはじまる。しかし、マリーは堅苦しい歌が気に入らず、笑いをこらえながら歌い始めるが、傍にいるシュルピスの忍び笑いに釣り込まれ、調子の良い、昔懐かしい〈連隊の歌〉の節になってしまう。夫人は何度も注意して歌い直させる。そのうち、マリーとシュルピスは〈連隊の歌〉を歌いながら部屋を歩き回る。夫人も最後には引き込まれて、つい一緒になって〈連隊の歌〉を歌ってしまうのだった。3人はマリーを淑女に育てるためにはまだ前途多難であると考え、〈3重唱〉「森の中に夜明けが訪れ」（Le jour naissait dans le bocage）を歌う。夫人とシュルピスが退場すると、一人になったマリーは楽しかった連隊での生活を思い出し、〈アリア〉「高い身分や豊かさなど」（Par le rang et par l’opulence,）を歌う。すると遠くから懐かしい連隊の行進曲が近づいて来るのが聞こえる。今や大尉に昇進したトニオと連隊がやって来る。皆は再会を喜び合う。マリーの発案で皆にワインが振舞われることになり、兵士たちはオルタンシウスと部屋を出ていく。マリー、トニオ、シュルピスが揃い、3人は〈3重唱〉「3人が揃った」（Tous les trois réunis）を歌う。侯爵夫人が戻って来て、トニオを見るとすぐに出ていくよう命じる。トニオはマリーへの想いを切々と訴える〈ロマンス〉「僕はマリーのそばに」（Pour me rapprocher de Marie）を歌う（この歌もイタリア語版ではカットされている）。伯爵夫人はトニオを追い出し、シュルピスを呼び寄せる。伯爵夫人はシュルピスにマリーが実は自分の子供であると告白し、マリーに自分の全財産を相続させるためにも、マリーとクラッケントルプ家との結婚を実現させたいのだと告げる。クラッケントルプ伯爵夫人の一行が到着し、婚約の手続きが始まるが、マリーはなかなか姿を現さない。侯爵夫人と甥はマリーの無礼を非難する。ようやくマリーが現れ、シュルピスから話を聞くとマリーは「お母様」と夫人に抱き着く。そこに庭から兵士たちがマリーを救い出そうとなだれ込んでくる。招かれていた貴族たちはマリーが連隊の酒保で働いていたことを知って眉をひそめる。マリーは孤児として連隊で育てられた自らの生い立ちを正直に告白し、それでも実母の意向に従いサインすると言う。マリーが結婚証明書に署名をしようとすると、ベルケンフィールド侯爵夫人は娘の正直な心に打たれて、ついにマリーとトニオの結婚を許す。クラッケントルプ伯爵夫人の一行は婚約の破談に立腹し、退場する。残った人々は「フランス万歳」（Salut à la France !）と叫び、二人を祝福する合唱で幕を閉じる。

## 主な録音・録画
| 年   | 配役 マリー トニオ ベルケンフィールト侯爵夫人 オルテンシウス シュルピス                                                                            | 指揮者 管弦楽団および合唱団 | レーベル                                              |
| ---- | --- | --- | ----------------------------------------------------- |
| 1940 | リリー・ポンス ラウル・ジョバン イッラ・ペティーナ ルイス・ダンジェロ サルヴァトーレ・バッカローニ                                                 | ジェンナーロ・パピ メトロポリタン歌劇場管弦楽団 メトロポリタン歌劇場合唱団                                                                | CD: SONY ASIN: B01K8KQV54 フランス語版                |
| 1967 | ジョーン・サザーランド ルチアーノ・パヴァロッティ モニカ・シンクレア ジュール・ブリュイエール スピロ・マラス                                       | リチャード・ボニング コヴェント・ガーデン王立歌劇場管弦楽団 コヴェント・ガーデン王立歌劇場合唱団                                          | CD: Decca ASIN: B07W7GX68M フランス語版               |
| 1986 | ジョーン・サザーランド アンソン・オースティン ヘザー・ベッグ ゴードン・ウィルコック グレゴリー・ユリシチ                                           | リチャード・ボニング オペラ・オーストラリア管弦楽団 オペラ・オーストラリア合唱団 演出：サンドロ・セクイ                                   | DVD:Opus Arte ASIN: B000UVUKWM フランス語版           |
| 1986 | ジューン・アンダーソン アルフレード・クラウス エリア・テザン アントワーヌ・ガルサン ミッシェル・トランポン                                         | ブルーノ・カンパネッラ パリ・オペラ座管弦楽団 パリ・オペラ座合唱団                                                                        | CD:EMI ASIN: B000063XQI フランス語版                  |
| 1989 | ルチアーナ・セッラ ウィリアム・マッテウッツィ モニカ・タリアサッキ ジャンカルロ・トシ エンツォ・ダーラ                                             | ブルーノ・カンパネッラ ボローニャ市立劇場管弦楽団 ボローニャ市立劇場合唱団                                                                | CD:Nuova Era ASIN: B0047QWYC0 イタリア語版            |
| 1995 | エディタ・グルベローヴァ デオン・バン・デル・ウォルト ローザ・ラゲッツァ フランソワ・カステル フィリップ・フルカド                                 | マルチェロ・パンニ ミュンヘン放送管弦楽団 バイエルン放送合唱団                                                                            | CD:Nightingale Classics ASIN: B000025298 フランス語版 |
| 1996 | マリエッラ・デヴィーア ポール・オースティン・ケリー エヴァ・ポドレス ニコラ・リヴァンク ブルーノ・プラティコ                                       | ドナート・レンツェッティ ミラノ・スカラ座管弦楽団 ミラノ・スカラ座合唱団 演出：フランコ・ゼッフィレッリ                                   | DVD: 日本コロムビア ASIN: B0000CBCBR フランス語版     |
| 2004 | マリア・コスタンツァ・ノチェンティーニ ジョルジョ・カスチアッリ ミリヤーナ・ニコリッチ エウジェニオ・レッジャドリ＝ガッラーニ ルチアーノ・ミオット | マルツィオ・コンティ キエーティ・マッルチーノ劇場管弦楽団 キエーティ・マッルチーノ劇場合唱団                                              | CD:Naxos ASIN: B000JK9ZFC イタリア語版                |
| 2005 | パトリツィア・チョーフィ フアン・ディエゴ・フローレス エヴァ・ポドレス ダリオ・ベニーニ ニコラ・ウリヴィエリ                                       | リッカルド・フリッツァ ジェノヴァ・カルロ・フェリーチェ歌劇場管弦楽団 ジェノヴァ・カルロ・フェリーチェ歌劇場合唱団 演出：エミリオ・サージ | DVD:Decca ASIN: B0735GSPFN フランス語版               |
| 2007 | ナタリー・デセイ フアン・ディエゴ・フローレス フェリシティ・パーマー ドナルド・マックスウェル アレッサンドロ・コルベッリ                           | ブルーノ・カンパネッラ コヴェントガーデン王立歌劇場管弦楽団 コヴェントガーデン王立歌劇場合唱団 演出：ロラン・ペリー                       | DVD:Virgin Classics ASIN: B0013V33DG フランス語版     |